# Suzanne Piuze
Suzanne Piuze (Montréal, 11 septembre 1921 - Montréal, 25 juin 2004) s'est illustrée en tant que journaliste pendant de très nombreuses années avant se consacrer au yoga. Après plusieurs années d'enseignement du yoga à Montréal, elle a créé le Centre de Yoga Suzanne Piuze à Eastman, en Estrie. Elle est décédée en 2004 des suites d'une longue maladie.

## Biographie
Suzanne Piuze naît à Montréal en septembre 1921. Enfant à la santé fragile, elle ne marche qu'au terme de 22 mois et ne commence à fréquenter l’école que vers ses 10 ans, ce qui explique son intérêt pour tout ce qui touche à la santé et qui la mènera plus tard vers le Yoga. Après ses études, elle se marie « On se marie toujours trop tôt la première fois. » dira-t-elle. De ce premier mariage qui s’est soldé par un échec, elle a eu deux enfants, une fille et un garçon. 
Douée pour la littérature, elle commence donc à écrire des petits billets « Les confidences de Danielle », signés du nom de sa fille, ou Marie-Claude, sans savoir que sa première petite fille portera ce nom. Sa carrière de journaliste commence en 1951 au Montréal-Matin où elle s'occupe des pages féminines. La même année, elle s’inscrit au Cercle des Femmes Journalistes qui vient de voir le jour. Elle rejoint ensuite à La Patrie, journal montréalais qui a paru entre 1879 et 1978, pour y travailler huit ans comme responsable des pages féminines à l’hebdomadaire et au quotidien. En 1954, la Canadian Fashion Association lui décerne un trophée pour le succès de ses écrits sur la mode, qui lui est remis pendant le Festival de la Mode canadienne, tenu au Palais du Commerce de Montréal. À la même époque, elle collabore à la revue Points de vue, dirigée par Solange Chaput-Rolland et entreprend aussi une carrière d'animatrice radiophonique à  CHLP qui dura deux ans. Elle figure ainsi parmi les premières femmes à occuper un micro au Québec. Ensuite à Photo Journal, elle signe « Le monde féminin à votre portée » et « Les propos de Suzanne ». Elle devient rédactrice en chef de la page féminine du Photo-Journal en 1960. Elle y restera au total huit ans avant de revenir à La Patrie. Elle prend des cours de Yoga pendant plusieurs années et commence à donner des cours dans des sous-sols d’églises. Elle écrit aussi « Réflexion sur... » et « Vie intérieure » pour la revue Vivre.

### Une passion pour le yoga

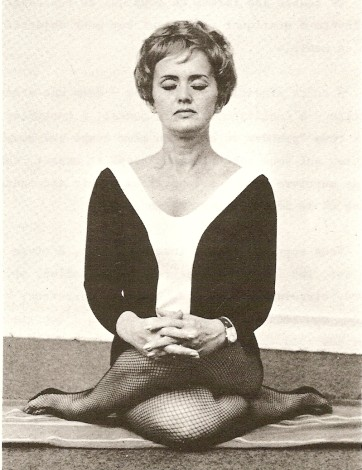
Studio Suzanne Piuze

Elle fait de plus en plus de lectures sur le Yoga et la philosophie qui s'y rattache et se plonge dans l'étude du Hatha et du Raja Yoga, étape de six années pendant lesquelles elle mène de front sa vie d'épouse, de mère et de courriériste au journal La Patrie, à Photo Journal ainsi qu'à la télévision de Télé-Métropole et co animatrice de l'émission Bonjour Madame de Radio-Canada, tout en poursuivant sa vie d'étudiante. En 1966, elle est élue Présidente du Cercle des Femmes Journalistes, dont elle sera membre à vie par la suite. Au cours de cette période, elle étudie plusieurs sciences paramédicales, dont l'anatomie, la mécanique humaine, la vertébrothérapie, la médecine naturelle, l'acupuncture et la physiothérapie.
Ses chroniques traitant du yoga l'ont amenée graduellement à porter le Yoga-Santé à la télévision, puis à transformer ses chroniques en premier livre: « La santé par le Yoga » publié aux Éditions du Jour en 1967 et réédité en 1974. C'est à cette période qu'elle ouvre son premier Studio de Yoga. Deux ans plus tard, en 1969, elle publie un deuxième livre Hatha-Yoga aux Éditions de l'Homme traduit en anglais, en espagnol et en italien et lance en même temps un disque Hatha-Yoga. En 1971, suit un troisième livre aux Éditions de l'Homme intitulé « Yoga Sexe » traduit en anglais, en italien ainsi qu'en espagnol. Ce dernier volume est écrit en collaboration avec le docteur Lionel Gendron. 
Parallèlement, Suzanne Piuze se forme à diverses techniques paramédicales. En 1970, elle reçoit un certificat de physique médicale manuelle, ou anthropotechnie, décerné par le Dr. De Sambucy, directeur de l’école de Masso-kinésithérapie et Orthopédie de Paris, en collaboration avec l’Institut de massothérapie de Montréal. La même année, elle est diplômée d'acuponcture par l’Institut d’Acuponcture du Québec. En 1972, elle se forme aux méthodes naturelles, notamment en aromathérapie, naturothérapie et phytothérapie, et reçoit une attestation d'étude de l'Académie Nationale d’Hygiène et de Médecine Naturelle.

Suzanne Piuze ouvre une école de yoga à Montréal, le « Studio de Yoga Suzanne Piuze » qui connaît un vif succès; les inscriptions sont nombreuses. Elle forme donc plus de vingt élèves qui deviendront à leur tour professeurs de yoga. 

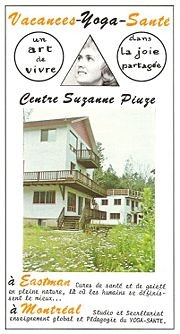
Centre Suzanne Piuze

Parmi eux, son fils Roger Moreau enseignera d'abord avec elle à Montréal, puis dans les Cantons de l'Est. 

### Le Centre de yoga d'Eastman
Suzanne Piuze quitte un temps le journalisme en 1972 pour réaliser son grand rêve : créer en 1974 un Centre de yoga à Eastman, en Estrie, où pourront séjourner ceux qui souhaitent des vacances de calme, de méditation et de pratique du yoga à la campagne. Quelques années plus tard, elle crée aussi le Pavillon Hélène-Pilote, annexé au Centre de yoga, en souvenir d'Hélène Pilote, journaliste comme elle, qui s'était battue contre une terrible maladie avant de perdre la vie. Et même si cette dernière n'a pu en profiter, certains pensionnaires eux, purent par la suite faire du physio-conditionnement suivi d'un bon massage, sans oublier les bains tourbillons et le sauna. En 1979, un nouvel institut de Yoga Suzanne Piuze ouvre ses portes à Laval, avec Linda Nantel.
Suzanne Piuze ne délaisse pas le journalisme pour autant et elle continue à écrire de nombreux articles pour différentes publications tout en continuant son enseignement du yoga. Elle donne aussi plusieurs conférences tout en faisant des apparitions à la télévision. Elle ne ménage pas ses efforts ni son temps et sait toujours trouver de nouvelles activités pour intéresser les pensionnaires et cela en toutes saisons. Les sportifs qui séjournent au Centre, sont tantôt amateurs de tennis, de croquet, de badminton, de pétanque, de natation, etc., et s'il y a beaucoup de pensionnaires pendant l'été, il y en a aussi pendant l'hiver pour profiter du grand air et des nombreuses pistes de ski de fond, de raquette, de randonnées en montagne. Ceux qui ne sont ni sportifs ni yogis, y trouvent le calme, la gaieté et l'atmosphère familiale. D'autres s'inscrivent aux retraites silencieuses. Le Centre est ouvert même pendant le temps des Fêtes et plusieurs aiment tellement l'expérience qu'ils reviennent année après année.
Entretemps, Suzanne Piuze continue de donner des conférences, des ateliers, des entrevues à la radio et à la télévision, dans le but d’aider les gens à se mieux connaître et à se prendre en main, physiquement, mentalement et spirituellement. Elle écrit donc son quatrième et dernier livre en 1980 Le bonheur enfin...,  aux Éditions Stanké International, livre qui traite des grandes ondes de la paix intérieure et dont le lancement a lieu au Salon de la Femme.
En 1982, elle lance un long-jeu consacré à la musique "inspirationnelle" « Étoile de Minuit ». Ce disque contient ses compositions originales, paroles et musique. Deux musiques instrumentales « Étoile de minuit » et « Reflet de la mer » ainsi que deux œuvres en sanskrit « Gurave Namah » et « Ananda Jay ». C’est d’ailleurs en cette langue sacrée et littéraire de l’Inde que Suzanne Piuze s’initia au Yoga. La même année, elle contribue aux sessions d’affaires dans le cadre du 27e congrès de l’Association des Détaillants en Alimentation du Québec et participe au congrès de l’Association des restaurateurs du Québec, en tant que conférencière. Entre 1982 et 1983, elle écrit la chronique « Vie intérieure » dans la revue Vivre.
L’Institut de Yoga Suzanne Piuze Inc. de Montréal ferme ses portes en 1984.
En 1985, la journaliste, chroniqueuse et écrivaine Mireille Desjarlais-Heynneman propose Suzanne Piuze comme « Femme de l’Année » dans la section humanitaire du Salon de la Femme de Montréal : « J’espère donc de tout cœur que Suzanne Piuze sera choisie comme l’une des « Femmes de l’année » de votre salon. Cet honneur échoirait, en ce dixième anniversaire de l’année internationale de la femme, à une femme de grand mérite à qui nous devons tous beaucoup de reconnaissance. Ce serait une magnifique occasion de lui témoigner celle-ci, tout en faisant davantage connaître son œuvre. »
La maladie la force à fermer son Centre de Yoga d'Eastman en 1988. 
Suzanne Piuze décède en 2004 des suites de la maladie d'Alzheimer.

## Cheminement
- Études primaires, secondaires et classiques
- Bell Canada
- Traductrice chez Vickers & Benson
- Commentatrice de mode bilingue, conférencière, conseillère en mode et beauté.
- A reçu un trophée de la Canadian Fashion Association.
- A reçu le trophée « Plume d’Or » des coiffeurs créateurs du Canada.
- 20 ans de journalisme actif
- 11 ans de télévision comme animatrice (Radio-Canada, Télé-Métropole, Câble Vision)
- 6 années d’étude (anatomie, acuponcture, Yoga)
- 19 ans d’enseignement du Yoga (physique, mental, spirituel)
- 13 ans de participation au Salon de la Femme

## Publications
- (it) Suzanne Piuze, Hatha Yoga, Rome, Bizzarri, 1972
- Suzanne Piuze, Hatha Yoga, Montréal, Les Éditions de l'Homme, 1969
- (pt) Suzanne Piuze, Hatha-yoga, Mira-Sintra  Mem Martins, Publicações Europa-América, 1969
- Suzanne Piuze, Yoga sexe : La maîtrise de l'esprit sur les fonctions sexuelles  yoga sexe., Montréal, Éditions de l'Homme, 1971
- Suzanne Piuze, La Santé par le yoga, Montréal, Éditions du Jour, 1967
- Suzanne Piuze, Le bonheur enfin ... : les grandes ondes de la paix intérieure, Montréal, Stanké, 1980 (ISBN 978-2-7604-0069-6)
- (pt) Suzanne Piuze, O ioga no amor conjugal na vida, S.l., Publicações Europa-America, 1973
- Vingt-cinq à la une : biographies, Montréal, Cercle des femmes journalistes, 1976 (ISBN 978-07777-0148-5)
- (en) Suzanne Piuze, Yoga and your sexuality, Montréal; Cambridge  Ont., Habitex, 1974 (ISBN 978-0-88912-016-7)
- Suzanne Piuze et Lionel Gendron, Yoga sexe  la maitrise de l'esprit sur fonctions sexuelles, Montréal, Éditions de l'Homme, 1971
- (es) Suzanne Piuze, Yoga y sexo, Mexico, Editorial Diana, 1975